# Crevan
Crevan est une île de la lagune de Venise, en Italie,  à quelques centaines de mètres du littoral nord de l'île de Sant'Erasmo, dans cette partie de la lagune où se trouvent aussi les îles de Torcello, Burano et Mazzorbo. L'île a une surface de la moitié d'un hectare et est actuellement privée.

## Histoire
Creva est resté inhabité jusqu'au XIXe siècle lorsque sous le projet de protection militaire de la lagune réalisée par les Autrichiens, il y fut établi en 1820 une petite garnison dans un fort. L'utilisation militaire a cessé au XXe siècle et l'île fut achetée par des particuliers (la famille Panto), qui entreprirent la restauration du fort. 